# Theo van der Velde
Theo van der Velde (Rijsbergen, 10 april 1963) is een Nederlands voormalig wielrenner.
Theo van der Velde is de jongere broer van Johan van der Velde en de oom van Ricardo en Alain van der Velde. Hij was enkele jaren profwielrenner en kwam uit als knecht. In 1988 had hij een contract bij de kortstondig bestaande Italiaanse ploeg GIS en in 1989 kwam hij uit voor de Amerikaanse ploeg 7 Eleven.